# Филип II Македонски
Филип II Македонски (на гръцки: Φίλιππος Β΄ o Μακεδών) е цар на древна Македония от 359 г. пр. Хр. до смъртта си през 336 г. пр. Хр. Филип II е един от най-забележителните владетели на древна Македония. Той е баща на Александър Македонски Велики (от съпругата му Олимпиада), а също и на Филип III Аридей.
Роден в Пела, Филип е най-младия син на македонския цар Аминта III и царица Евридика. По-големи братя на Филип са Александър II, Пердика III; сестра му Евриноя се омъжва за македонския благородник Птолемей I Алорит. Филип има също и трима полубратя – Архелай, Архидай и Менелай, синовете на Гигая, които не се смятали за наследници на трона.
Като млад принц (368 г. пр. Хр. – 365 г. пр. Хр.) Филип Македонски е бил заложник в Тива, един от най-проспериращите градове в Елада по онова време. Там е възпитан като елин и изучава дипломация и военно дело под влиянието на бележития тивански стратег Епаминонд.
В 359 г. пр. Хр., след смъртта на по-големите му братя, Филип се завръща в Македония и става един от регентите на малолетния си племенник Аминта IV. Още в същата година Филип се обявява за цар на македоните. Възкачва се на престола на 23 години. Малолетният Аминта IV е оставен да живее в двореца и е смятан за член на царската фамилия.

## Царуване
Една от първите задачи на Филип II е да консолидира и защити властта си в Македония срещу другите претенденти за трона и да воюва срещу племената на север, които нахлували на македонска земя. В този период Филип II реорганизира македонската войска и създава нов боен ред македонска фаланга, въвежда използването на дълга пика, наречена „сариса“, усъвършенства конницата, формира елитните отряди на хипасписти, хетайри и пезхетайри.
В началото на управлението си Филип сключва съюз с дарданите, убеждава нахлулите пеони да се оттеглят и побеждава 3000 хоплити пратени от Атина. В 357 г. пр. Хр. разгромява илирите на северозапад и сключва съюз с молоския цар на Епир и тогава се жени за епирската принцеса Олимпиада, от която се ражда по-късния Александър Велики.

### Възходът на Македония
След 356 г. пр. Хр. Филип II е укрепил властта си в Македония и по северната граница и започва експанзия на юг и изток към егейска Тракия и централна Гърция. След покоряването на атинската колония Амфипол на Халкидическия полуостров, македонският цар придобива контрола над златните мини там – важен източник на доходи за македонската държава. След това той продължава настъплението срещу атинските колонии по северното егейско крайбрежие, превзема Филипи и обсажда Абдера. В една от битките Филип губи едното си око.
В 353 г. пр. Хр. Филип започва т.нар. Трета свещена война в Тесалия. Конфликтът продължава с променлив превес на силите и с много жертви и от двете страни. В 352 г. пр. Хр. фокидските войски са победени и Филип затвърждава властта си над Тесалия.
В следващите няколко години Филип Македонски завършва покоряването на гръцките колонии в беломорска Тракия, печели Втората олинтска война с Халкидския съюз и унищожава Олинт (348 г. пр. Хр.), но неуспешно воюва срещу Византион. Междувременно агентите на Филип водят промакедонската пропаганда в Гърция, с което разединяват общественото мнение и подготвят почвата за бъдещото македонско настъпление. В резултат избухва въстание на остров Евбея срещу атинското управление. Това допълнително разклаща позициите на Атина, главния противник на македонския цар за надмощие в Елада.
В 347/6 г. пр. Хр. Филип II повежда настъплението на север и воюва срещу тракийските владетели на разединеното Одриско царство на север. По същото време води война и с ардиаеите на запад, но в едно сражение получава сериозна рана в крака и окуцява. В продължение на няколко години Филип II удържа победи и след като присъединява голяма част от тракийските земи, той преименува на свое име най-големия град в Тракия – от Евмолпия на Филипопол, днешен Пловдив, България (ок. 342/1 г. пр. Хр.). Интересен е фактът, че българското име на града от средните векове Пълдин е заето директно от Пулпудава – името, с което го наричат траките, след като отхвърлят македонската власт. Но според стари автори всъщност областта Македония се е намирала на север от Виза (Константинопол) и до Одриската държава, в част от днешната европейска част на Турция, а не в днешна Гърция и това обяснява войната му с Одриската държава, по-късно персийския владетел минава именно покрай западното Черноморие, за да воюва със скитите на север и на изток от Черноморието и вероятно именно това предизвиква войната на Александър Македонски срещу персите, а много от имената на населените места в днешна Гърция са поставени през късното Средновековие – XVIII – XIX век.
В 338 г. пр. Хр. Филип Македонски побеждава войската на Атинско-тиванския съюз в битката при Херонея, след което окончателно установява македонска хегемония в цяла Елада (с изключение на Спарта). На следващата година създава Коринтски съюз, военно-политическо обединение на гръцките полиси, организирано за съдействие на войските му в планираната война срещу Персия. Македонският цар поема ръководството на този съюз и титлата „хегемон“. Названието „Коринтски съюз“ е дадено от съвременните историци.
През 336 г. пр. Хр. Филип II е убит от охранителя Павзаний по време на сватбата на дъщеря му Клеопатра с цар Александър от Епир в театъра на Еге. Има съмнения, че зад убийството на Филип стои неговата съпруга Олимпиада, която искала да види по-скоро сина си Александър на трона. Погребан е в царската гробница в Еге, днес Вергина. След смъртта на Филип II Македонското царство е оглавено от Александър III Велики.

## Семейство
Филип II е женен за седем жени:
- Евридика (първо се казва Авдата)
- Фила
- Никесиполис от Фера
- Филина от Лариса
- Олимпиада
- Меда от Одесос
- Клеопатра Евридика.

Филип II има от пет жени децата
- Кинана от Евридика (първо се казва Авдата, първата съпруга на Филип II)
- Тесалоника от Никесиполис от Фера (третата съпруга на Филип II)
- Филип III Аридей от Филина от Лариса
- Александър Велики от Олимпиада (четвърта съпруга Филип II)
- Клеопатра от Олимпиада
- Каран от Клеопатра Евридика (последната съпруга на цар Филип II)
- Европа от Клеопатра Евридика.

В някои по-късни източници се казва, заради Птолемейската пропаганда, че Птолемей I Сотер е негов син.